# V edició dels Premis Sur
Els guanyadors de la 5a edició dels Premis Sur que van ser lliurats en la cerimònia realitzada 15 de desembre de 2010 al Cine Gaumont de la ciutat de Buenos Aires presentada per Marcos Mundstock i Daniel Rabinovich, del grup Les Luthiers són els següents:

## Premiats
- Millor Pel·lícula: El hombre de al lado de Mariano Cohn i Gastón Duprat
- Millor Pel·lícula Documental: Un fueguito, la historia de César Milstein d'Ana Fraile
- Millor Opera Prima: Sin retorno de Miguel Cohan
- Millor Direcció: Mariano Cohn i Gastón Duprat per El hombre de al lado
- Millor Actriu Protagónica: Érica Rivas per Por tu culpa
- Millor Actor Protagónico: Daniel Aráoz per El hombre de al lado
- Millor Actriu de Repartiment: Claudia Fontán per Igualita a mí
- Millor Actor de Repartiment: Martín Slipak per Sin retorno
- Millor Actriu Revelació: Julieta Zylberberg per La mirada invisible
- Millor Actor Revelació: Daniel Araoz per El hombre de al lado
- Millor Guió Original: Andrés Duprat per El hombre de al lado
- Millor Guió Adaptat: Roberto Fontanarrosa i Rodrigo Grande per Cuestión de principios
- Millor Fotografia: Félix Monti per El mural
- Millor Muntatge: Marcela Sáenz per El mural
- Millor Direcció d’Art: Emilio Basaldúa per El mural
- Millor Disseny de Vestuari: Graciela Galán per El mural
- Millor Maquillatge i Caracterització: Beatuska Stanislaw per El mural
- Millor Música Original: Sergio Pángaro per El hombre de al lado
- Millor So: José Luis Díaz per Igualita a mí
- Millor Pel·lícula Extranjera: La Cinta Blanca de Michael Haneke